# Peter Thorvald Aarum
Peter Thorvald Aarum, född 10 maj 1867, död 1926, var en norsk nationalekonom
Aarum var sekreterare i justitiedepartementet 1899-1910, filosofie doktor 1908, expeditionschef i socialdepartementet 1913, professor i statsekonomi och statistik vid universitetet i Kristiania 1917-1926.